# Seminario Redemptoris Mater

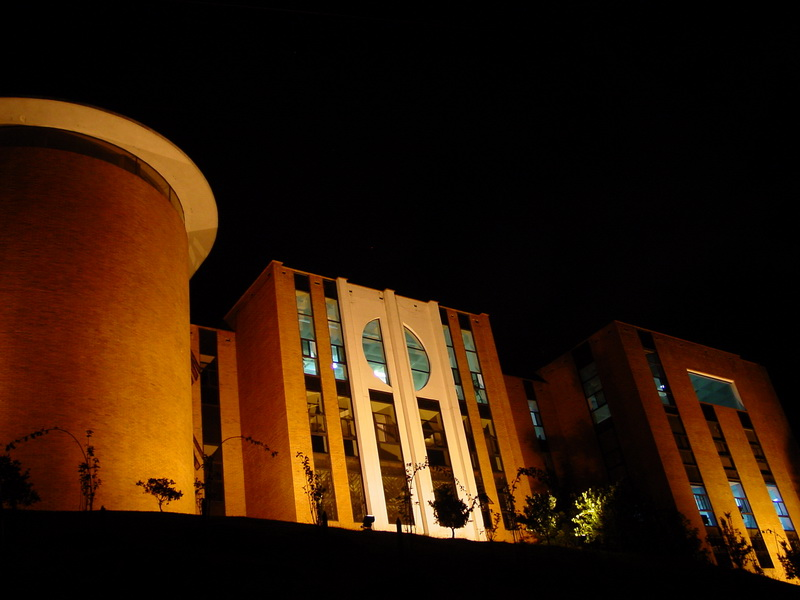
Il seminario Redemptoris Mater di Medellín, in Colombia.

Redemptoris Mater è il nome dato a tutti i seminari missionari creati dal Cammino Neocatecumenale in seno alla Chiesa cattolica per dare spazio alle vocazioni del Cammino stesso (il nome latino si traduce: "Madre del Redentore" ed è anche il titolo di un'enciclica di Giovanni Paolo II). Non sono seminari del Cammino Neocatecumenale ma, come specificano statuto e regola di vita, sono seminari diocesani alle dipendenze del vescovo locale. Gli alunni di questi istituti ricevono la stessa formazione filosofica e teologica degli altri seminaristi della diocesi. Elemento specifico e basilare della loro formazione, in quanto cristiani battezzati prima ancora che preti, consiste nella partecipazione al Cammino Neocatecumenale (cfr. Statuto art.18), quale processo di iniziazione cristiana che li ha aiutati a scoprire la loro vocazione e continua a farli crescere nella fede. Per essere formati alla missionarietà, inoltre, prima dell'ordinazione diaconale dedicano almeno due anni all'evangelizzazione in qualunque parte del mondo affiancando un'équipe di catechisti itineranti o in "regola soci" con un altro prete in missione o parroco. Svolgono un anno di pastorale nelle parrocchie come diaconi e due anni nella diocesi come presbiteri prima che il vescovo li possa mandare in missione. Se il vescovo, però, ha delle emergenze per qualche zona particolarmente difficile della propria diocesi, può disporre di loro, dal momento che sono stati ordinati senza condizioni.
I seminari hanno come caratteristica di essere internazionali, diocesani e missionari:
1. internazionali, perché i seminaristi che ne fanno parte provengono dai giovani delle comunità neocatecumenali di tutto il mondo che accettano la loro destinazione, salvo casi particolari, ad estrazione. L'internazionalità di questi seminari realizza gli auspici del decreto conciliare Presbyterorum Ordinis[1];
2. diocesani, perché i preti che vi vengono formati vengono normalmente incardinati nella diocesi di appartenenza del seminario e dipendono dall'ordinario diocesano;
3. missionari, perché i sacerdoti sono disponibili ad essere inviati in qualsiasi zona del mondo, con il permesso dell'ordinario diocesano, a sostegno dell'evangelizzazione itinerante, delle famiglie in missione o della missio ad gentes attuate dal Cammino in tutto il mondo oppure, a seconda delle necessità, a disposizione dei vescovi le cui diocesi soffrano scarsità di preti,  attraverso l'istituto del fidei donum (nato dall'omonima enciclica di Pio XII sul maggior impegno missionario dei sacerdoti).

Il primo seminario Redemptoris Mater fu eretto a Roma nel 1988 su invito di papa Giovanni Paolo II. Il decreto di erezione venne firmato dall'allora cardinale vicario Ugo Poletti. Tale evento fu registrato dal L'Osservatore Romano come "la rinascita di un istituto, quello dei seminari diocesani per la formazione di presbiteri missionari, che fino agli anni '50 era abbastanza comune a molte diocesi".
Oggi esistono più di 100 seminari Redemptoris Mater sparsi in tutto il mondo, da cui sono usciti più di 1500 presbiteri e dove attualmente vi sono oltre 2.000 seminaristi in formazione (si tratta di stime essendo i dati in continua evoluzione).

## Critiche ed aspetti controversi
L'istituzione dei seminari "Redemptoris Mater" ha suscitato diverse critiche. Alcuni ecclesiastici lamentano che le vocazioni sacerdotali nate in seno al Cammino potrebbero essere accolte nei normali seminari diocesani o missionari (cosa che accade solo in piccola percentuale) accusando quindi che l'istituzione dei Redemptoris Mater sarebbe funzionale più alle esigenze del Cammino che alle esigenze delle diocesi. Da alcuni viene criticata la "volatilità" dei presbiteri formati nei "Redemptoris Mater". Essi infatti dopo alcuni anni dall'ordinazione, e se viene accordato il permesso dal vescovo, possono partire in missione.
Nell'aprile del 2008 la Conferenza episcopale giapponese inviò una delegazione per discutere con papa Benedetto XVI dei seri problemi che si stavano riscontrando nella diocesi di Takamatsu con il Cammino Neocatecumenale e per chiedere la chiusura del Seminario. In particolare l'arcivescovo di Tokyo Peter Takeo Okada lamentava il comportamento settario dei membri delle comunità. L'intera delegazione accusava quindi che si era venuta a creare una situazione irriconciliabile con il Cammino Neocatecumenale.
In risposta il Papa trasformò il Seminario Redemptoris Mater in un Seminario Pontificio alle dirette dipendenze di Roma.

## Sport
La squadra di calcio del "Redemptoris Mater" di Roma nel 2007 ha vinto la prima edizione della Clericus Cup, riconfermandosi anche nel 2009 (3ª edizione) e nel 2010 (4ª edizione).

## Seminari Redemptoris Mater nel Mondo
| Europa                 | Albania                 | Alessio |
| Europa                 | Austria                 | Vienna |
| Europa                 | Belgio                  | Bruxelles, Namur |
| Europa                 | Bosnia ed Erzegovina    | Sarajevo |
| Europa                 | Croazia                 | Pola |
| Europa                 | Danimarca               | Copenaghen |
| Europa                 | Estonia                 | Tallinn |
| Europa                 | Finlandia               | Helsinki |
| Europa                 | Francia                 | Avignone, Bayonne, Montpellier, Parigi, Strasburgo, Tolone                                                                                          |
| Europa                 | Germania                | Berlino, Colonia |
| Europa                 | Grecia                  | Atene |
| Europa                 | Irlanda                 | Armagh |
| Europa                 | Italia                  | Ascoli Piceno, Campobasso, Fuscaldo (CS), Firenze, Macerata (per la Cina), Pinerolo (TO), Roma, Trieste                                             |
| Europa                 | Lettonia                | Riga |
| Europa                 | Lussemburgo             | Lussemburgo |
| Europa                 | Paesi Bassi             | Haarlem, Roermond |
| Europa                 | Polonia                 | Łódź, Varsavia |
| Europa                 | Portogallo              | Beja, Évora, Lisbona, Porto, |
| Europa                 | Regno Unito             | Londra |
| Europa                 | Rep. Ceca               | České Budějovice |
| Europa                 | Romania                 | Satu Mare |
| Europa                 | Slovacchia              | Žilina |
| Europa                 | Spagna                  | Alcalá de Henares, Burgos, Cadice, Castellón de la Plana, Cordova, Granada, León, Lugo, Madrid, Murcia, Orense, Oviedo, Pamplona, Siviglia, Vitoria |
| Europa                 | Svizzera                | Friburgo, Lugano |
| Europa                 | Ucraina                 | Kiev, Užhorod, Vinnycja |
| Europa                 | Ungheria                | Miskolc |
| America settentrionale | Canada                  | Québec, Toronto, Vancouver |
| America settentrionale | Messico                 | Città del Messico, Guadalajara, Puebla |
| America settentrionale | Stati Uniti             | Boston, Bridgeport, Dallas, Denver, Las Cruces, Miami, Newark, New Orleans, Filadelfia, Washington                                                  |
| America centrale       | Costa Rica              | San José |
| America centrale       | Curaçao                 | Willemstad |
| America centrale       | El Salvador             | San Salvador |
| America centrale       | Giamaica                | Kingston |
| America centrale       | Nicaragua               | Managua |
| America centrale       | Rep. Dominicana         | Baní, Santiago de los Caballeros, Santo Domingo |
| Sudamerica             | Argentina               | Corrientes |
| Sudamerica             | Bolivia                 | La Paz |
| Sudamerica             | Brasile                 | Belém, Brasilia, Rio de Janeiro, San Paolo |
| Sudamerica             | Colombia                | Barranquilla, Bogotà, Medellín |
| Sudamerica             | Ecuador                 | Quito |
| Sudamerica             | Paraguay                | Asunción |
| Sudamerica             | Perù                    | Arequipa, Callao |
| Sudamerica             | Uruguay                 | Montevideo |
| Sudamerica             | Venezuela               | Caracas, Carúpano |
| Asia                   |                         | |
| Corea del Sud          | Seul                    | |
| India                  | Bangalore, Pune, Ranchi | |
| Israele                | Galilea                 | |
| Filippine              | Manila                  | |
| Libano                 | Beirut                  | |
| Pakistan               | Karachi                 | |
| Taiwan                 | Kaohsiung               | |
| Africa                 | Angola                  | Luanda |
| Africa                 | Camerun                 | Douala |
| Africa                 | Costa d'Avorio          | Abidjan |
| Africa                 | Gabon                   | Libreville |
| Africa                 | Madagascar              | Morondava |
| Africa                 | RD del Congo            | Goma |
| Africa                 | Sudafrica               | Città del Capo, Pretoria |
| Africa                 | Tanzania                | Dar es Salaam |
| Africa                 | Uganda                  | Kampala |
| Africa                 | Zambia                  | Kitwe |
| Oceania                | Australia               | Perth, Sydney |